# 斯瓦托普卢克·普卢斯卡尔
斯瓦托普卢克·普卢斯卡尔（捷克語：Svatopluk Pluskal，1930年10月28日—2005年5月29日），捷克男子足球运动员，司职中场。他曾代表捷克斯洛伐克国家队参加1954年、1958年和1962年国际足联世界杯，其中1962年世界杯获得亚军。